# Chill du Colorado
Le Chill du Colorado (en anglais : Colorado Chill) est une franchise de basket-ball féminin de la ville de Loveland, Colorado, appartenant à la NWBL. La franchise ne disputera pas la saison 2007 de la NWBL, estimant que la ligue est trop instable.

## Palmarès
- Vainqueur de la NWBL : 2005, 2006

## Joueuses célèbres ou marquantes
- Katie Cronin
- Becky Hammon
- Ruth Riley

## Sources et références
1. ↑  (en) L'annonce le 19 juin 2007